# Bourg de Dongluo
Le bourg de Dongluo (chinois simplifié : 东罗镇 ; chinois traditionnel : 東罗鎮 ; pinyin : Dōngluó Zhèn; Zhuang : Dunghloz Cin) est un district administratif de la région autonome Zhuang du Guangxi en Chine. Il est placé sous la juridiction de la Xian de Fusui.

## Démographie
La population du district était de 41 000 habitants en 2011.

## Subdivisions administratives
La bourg de Dongluo exerce sa juridiction sur un subdivision - 9 villages.
Villages :
- Dongluo(东罗村), Kelan(客兰村), Douchong(都充村), Nalian(那练村), Cenfan(岑凡村), Qukan(渠坎村), Bayang(岜羊村), Dongdou(东斗村), Houzhai(厚寨村)